# Polder van Oijen
De Polder van Oijen is een polder en voormalig waterschap in de Nederlandse provincie Noord-Brabant. Het waterschap is voor 1683 opgericht in de toenmalige gemeente Oijen en Teeffelen. Het waterschap besloeg een gebied ten zuiden van de plaats Oijen van 534 bunder, 8 roeden en 90 ellen. Het waterschap beheerde naast de polder ruim 10.000 ellen aan dijk. 
De Polder van Oijen waterde af via drie sluizen. Twee direct op de Maas en één op de Teeffelense Wetering, een zijtak van de Hertogswetering. Op deze locatie waterde de Polder van Teeffelen ook af. Het bestuur bestond uit een dijkgraaf en vijf heemraden. In 1942 werd het waterschap opgeheven. Het gebied wordt tegenwoordig beheerd door het waterschap Aa en Maas.